# 尹賢旻
尹賢敏（韓語：윤현민，1985年4月15日—），韓國男演員，前棒球選手，常見譯名為尹賢旻。

## 個人生活
2015年4月新聞報導，由好友鄭敬淏介紹認識全昭旻，於2015年初兩人正式交往。2016年1月，所屬經紀公司表示，因為行程忙碌而漸行漸遠，已在2015年底分手，未來會以同事身分為彼此加油。
2017年3月新聞報導，與曾於《我的女兒，琴四月》合作的白珍熙交往，雙方經紀公司表示，兩人於2016年2月拍攝結束後，4月開始正式交往。2023年9月4日，雙方經紀公司宣告兩人因為工作繁忙等因素而分手。

## 演出作品

### 電視劇
| 年份 | 電視台     | 劇名                        | 角色        | 備註       |
| ---- | ---------- | --------------------------- | ----------- | ---------- |
| 2010 | OCN        | 夜叉                        |             |            |
| 2012 | SBS        | 依然是你                    | 李宰河      | 男配角     |
| 2013 | JTBC       | 無情都市                    | 金賢洙      | 男配角     |
| 2014 | KBS        | 感激時代：鬪神的誕生        | 富山青木    | 男配角     |
| 2014 | tvN        | 魔女的戀愛                  | 龍秀哲      | 男配角     |
| 2014 | KBS        | 戀愛的發現                  | 都俊浩      | 第三男主角 |
| 2014 | MBC        | Drama Festival－House, Mate | 尚禹        | 第一男主角 |
| 2015 | JTBC       | 為純情著迷                  | 李俊熙      | 第二男主角 |
| 2015 | MBC        | 我的女兒，琴四月            | 姜燦彬      | 第一男主角 |
| 2015 | On Style   | 因為是第一次                | 警察        | 特別出演   |
| 2016 | KBS        | Beautiful Mind              | 玄錫洲      | 第二男主角 |
| 2016 | tvN        | 法妻當自強                  | 金世碧      | 特別出演   |
| 2017 | OCN        | 隧道                        | 金善載      | 第二男主角 |
| 2017 | KBS        | 魔女的法庭                  | 呂鎮旭      | 第一男主角 |
| 2018 | tvN        | 雞龍仙女傳                  | 鄭伊賢      | 第一男主角 |
| 2020 | Netflix    | 我的全像情人                | 霍洛/高蘭圖 | 第一男主角 |
| 2020 | KBS        | 他就是那傢伙                | 黃智宇      | 第一男主角 |
| 2020 | TV朝鮮     | 復仇吧                      | 車敏俊      | 第一男主角 |
| 2023 | ENA        | 寶拉！黛博拉                | 李秀爀      |            |
| 2025 | Pulse Pick | 《單身男女》                | 陳錫        |            |
| 2025 | Pulse Pick | 《精神病患呂純貞》          | 鄭在宇      |            |
| 2025 | KBS        | 《華麗的日子》              | 朴晟宰      |            |

### 電影
- 2011年：《鬥魂》飾演 尚泰
- 2016年：《國家代表2》飾演 金教練（特別出演）
- 2023年：《家门的荣光：重启》
- 2023年：《怪谈晚宴》

### 音樂劇
- 2010年：《尋找金鍾旭》飾演 金鍾旭／初戀
- 2011年：《春之覺醒（朝鲜语：스프링 어웨이크닝 (뮤지컬)）》飾演 Melchior
- 2012年：《蔬菜店的小夥子》飾演 李泰成
- 2013年：《Triangle》飾演 道延

### 綜藝節目
- 2017年：MBC《我獨自生活》（2017年1月13日-2017年8月4日）
- 2020年：Mnet《我心中的抒情曲》（2020年2月21日－2020年4月24日）
- 2021年：tvN《Racket Boys》(2021年10月11日－2021年12月27日)

### MV
- 2012年：張娜拉《我只想起你》

## 音樂作品
- 2016年：《我的女兒，琴四月》OST Part.2 －〈今天也愛著你 (사랑해 오늘도)〉
- 2017年：《魔女的法庭》OST Part.6 －〈曾經愛過 (사랑했다고)〉
- 2018年：《雞龍仙女傳》OST Part.5 －〈流淚的味道 (눈물맛)〉
- 2020年: 《我心中的抒情曲》首發 －〈對不起 (미안합니다)〉
- 2020年：〈復仇直播〉OST-I am sorry for everything

## 獎項
- 2015年：MBC演技大賞－特別企劃劇部門 男子新人賞《我的女兒，琴四月》
- 2017年：KBS演技大賞－最佳情侶獎 (與鄭麗媛)《魔女的法庭》

## 外部連結
- 尹賢旻在韓國職棒官網（打者）（英语）
- 尹賢旻在韓國職棒官網（投手）（英语）
- 尹賢旻的X（前Twitter）
- 尹賢旻的Instagram帳戶